# Jersey
Bailiwick of Jersey je otok ob obali Francije, ki spada pod britansko krono, vendar ni del Združenega kraljestva. Poleg samega otoka Jersey vključuje tudi nenaseljena otoka Minquiers in Ecréhous. Skupaj z Guernseyjem tvori skupino Kanalskih otokov.
Obramba vseh teh otokov je stvar Združenega kraljestva, vendar ti otoki niso njegov del, pač pa posebna last britanske Krone. Prav tako niso del Evropske unije.

## Zgodovina
Jersey si je leta 933 prisvojil William Longsword, Normandski vojvoda. Njegov prestolonaslednik Viljem Osvajalec, William the Conqueror, je leta 1066 osvojil Anglijo, s čimer je postala Vojvodina Normandija pridružena Angleški kroni. Anglija je sčasoma izgubila vse svoje posesti v celinski Franciji, vendar je obdržala Jersey, skupaj z Guernseyjem.
Po zasedbi Francije je otoka leta 1940 zasedla Nacistična Nemčija in ju obdržala do konca druge svetovne vojne leta 1945.

## Politika
Zakonodajno telo Jerseyja se imenuje Države Jerseyja (angleško States of Jersey). Vladne resorje vodijo različni odbori Držav.

## Geografija
Jersey je 112 km² velik otok v Rokavskem prelivu, nedaleč od obale francoske Normandije.

## Gospodarstvo
Gospodarstvo Jerseyja temelji na turizmu, kmetijstvu in finančnih storitvah. Za Jersey ne velja prost pretok ljudi niti iz Združenega kraljestva, niti iz drugih članic Evropske unije.